# L'Appel du sol
L'Appel du sol est un roman d'Adrien Bertrand écrit en 1914, publié en 1916, et qui fut récompensé seulement cette année-là du Prix Goncourt de 1914, en raison du déclenchement des hostilités de la Première Guerre mondiale à cette époque. 
Une nouvelle édition de L'Appel du sol avec une préface de Hervé Bazin et un avant-propos biographique d'Yves Guérin, est sortie pour le centenaire de 1914. L'ouvrage est également réédité, au printemps 2014, par les Editions universitaires de Dijon, avec une introduction d'Hervé Duchêne. 

## Résumé
L'Appel du sol met en scène la vie d'un bataillon de Chasseurs alpins au front. Fondé sur les souvenirs de guerre de l'auteur et sur ceux de son frère, Georges Bertrand-Vigne (voir les Carnets de route d'un officier d'Alpins), il décrit avec réalisme et patriotisme les sentiments de ces poilus voués au massacre. Mais L'Appel du sol n'est pas un roman de guerre anodin ; son auteur, jeune journaliste socialiste pacifiste n'hésite pas à critiquer l’état-major et ses décisions meurtrières prises sans connaissance du front. Il réhabilite aussi le courage des soldats méridionaux qui avaient été violemment critiqués lors de l'affaire du XVe corps.

## Publication
- L'Appel du sol, aux éditions Calmann-Lévy, Paris, 1916.